# Gerbécourt-et-Haplemont
Gerbécourt-et-Haplemont – miejscowość i gmina we Francji, w regionie Grand Est, w departamencie Meurthe i Mozela.
Według danych na rok 1990 gminę zamieszkiwało 201 osób, a gęstość zaludnienia wynosiła 38 osób/km² (wśród 2335 gmin Lotaryngii Gerbécourt-et-Haplemont plasuje się na 844. miejscu pod względem liczby ludności, natomiast pod względem powierzchni na miejscu 983.).

## Populacja

Populacja Gerbécourt-et-Haplemont w latach 1962–2008